# Brunryggig bärkotinga
Brunryggig bärkotinga (Carpornis cucullata) är en fågel i familjen kotingor inom ordningen tättingar.

## Utseende och läte
Brunryggig bärkotinga är en stor och knubbig kotinga med lång stjärt. Fjäderdräkten är praktfull, med svart huvud, gult på buken och i en halskrage samt kastanjebrun rygg med gula och svarta kanter på vingarna. Ögat är mörkbrunt. Honan liknar hanen men är mattare i färgerna. Sången består av en vittljudande explosiv vissling, "wreep-wrepoo".

## Utbredning och systematik
Fågeln förekommer enbart i sydöstra Brasilien (Espírito Santo Rio Grande do Sul). Den behandlas som monotypisk, det vill säga att den inte delas in i några underarter.

## Levnadssätt
Brunryggig bärkotinga hittas i bergsbelägen bergsskog. Den ses i trädtaket och kan vara lokalt vanlig men svår att få syn på.

## Status och hot
Arten har ett stort utbredningsområde, men tros minska i antal, dock inte tillräckligt kraftigt för att den ska betraktas som hotad. Internationella naturvårdsunionen IUCN listar arten som livskraftig (LC).